# Elezioni generali in Portogallo del 1918
In seguito al colpo di Stato militare del dicembre 1917 capeggiato da Sidónio Pais, furono convocate per il 28 aprile 1918 nuove elezioni per la scelta del Presidente della Repubblica e per il rinnovo della Camera dei Deputati e del Senato.
Il Partito Democratico, il Partito Evoluzionista e il Partito Unionista che ottennero il 90% dei seggi nelle due camere parlamentari alla tornata elettorale precedente del 1915, boicottarono queste elezioni e non espresso candidati.
Seppur era prevista l'elezione del Presidente della Repubblica, l'unico candidato fu Pais. Un particolare che riguarda questa elezione è che la costituzione portoghese, in vigore dal 1911, prevedeva che ad eleggere il Presidente non fosse il popolo bensì il Congresso della Repubblica. Per quanto riguarda le elezioni dei parlamentari, il Partido Nacional Republicano, fondato da Pais, ottenne la maggioranza.

## Risultati

### Presidente della Repubblica
| Candidato              | Partito             | Partito                      | Voti    | %   |
| ---------------------- | ------------------- | ---------------------------- | ------- | --- |
| Sidónio Pais           |                     | Partido Nacional Republicano | 513 958 | 100 |
| Totale                 | Totale              | Totale                       | 513 958 | 100 |
|                        |                     |                              |         |     |
| Con diritto di voto    | Con diritto di voto | Con diritto di voto          | 900 000 | –   |
| Fonte: Nohlen & Stöver |                     |                              |         |     |

### Camera dei Deputati
|                        |                              |         |   |       |            |         |
| Partito                | Partito                      | Voti    | % | Seggi | Differenza | % seggi |
|                        | Partido Nacional Republicano |         |   | 108   | Stabile    | 69,68   |
|                        | Causa Monarchica             |         |   | 37    | Stabile    | 23,87   |
|                        | Centro Católico Português    |         |   | 5     | 4          | 3,23    |
|                        | Non iscritti                 |         |   | 5     | 8          | 3,23    |
| Totale                 | Totale                       |         |   | 155   | –          | 100     |
|                        |                              |         |   |       |            |         |
| Con diritto di voto    | Con diritto di voto          | 900 000 | – | –     | –          | –       |
| Fonte: Nohlen & Stöver |                              |         |   |       |            |         |

### Senato
|                        |                              |         |   |       |            |         |
| Partito                | Partito                      | Voti    | % | Seggi | Differenza | % seggi |
|                        | Partido Nacional Republicano |         |   | 32    | Stabile    | 43,84   |
|                        | Causa Monarchica             |         |   | 10    | Stabile    | 13,70   |
|                        | Centro Católico Português    |         |   | 1     | Stabile    | 1,37    |
|                        | Non iscritti                 |         |   | 30    | 27         | 41,10   |
| Totale                 | Totale                       |         |   | 73    | 4          | 100     |
|                        |                              |         |   |       |            |         |
| Con diritto di voto    | Con diritto di voto          | 900 000 | – | –     | –          | –       |
| Fonte: Nohlen & Stöver |                              |         |   |       |            |         |

## Conseguenze
Pais e il suo partito ebbero la maggioranza al Congresso. Pais abolì così l'incarico di Primo ministro, trasferendone i compiti e le funzioni al Presidente della Repubblica, istituendo di fatto una repubblica presidenziale. A causa del malcontento generale e in particolare dagli ambienti di sinistra, fu assassinato a Lisbona da un militante il 14 dicembre 1918. Il Congresso della Repubblica elesse per un «mandato di transizione» João do Canto e Castro il 16 dicembre, anch'egli un sostenitore delle idee di Pais.